# آمار و رکوردهای جام در جام اروپا
در زیر جدول‌های باشگاه‌هایی که موفق به کسب جام در جام اروپا شده‌اند آورده شده‌است.

## عملکرد

### بر پایه باشگاه
| رتبه | تیم               | قهرمانی | نایب قهرمانی | سال قهرمانی              | سال نائب قهرمانی |
| ---- | ----------------- | ------- | ------------ | ------------------------ | ---------------- |
| ۱    | بارسلونا          | ۴       | ۲            | (۱۹۷۹، ۱۹۸۲، ۱۹۸۹، ۱۹۹۷) | (۱۹۶۹، ۱۹۹۱)     |
| ۲    | اندرلشت           | ۲       | ۲            | (۱۹۷۶، ۱۹۷۸)             | (۱۹۷۷، ۱۹۹۰)     |
| ۳    | میلان             | ۲       | ۱            | (۱۹۶۸، ۱۹۷۳)             | (۱۹۷۴)           |
| ۴    | چلسی              | ۲       | ۰            | (۱۹۷۱، ۱۹۹۸)             | –                |
| ۴    | دینامو کی‌یف       | ۲       | ۰            | (۱۹۷۵، ۱۹۸۶)             | –                |
| ۶    | اتلتیکو مادرید    | ۱       | ۲            | (۱۹۶۲)                   | (۱۹۶۳، ۱۹۸۶)     |
| ۶    | رنجرز             | ۱       | ۲            | (۱۹۷۲)                   | (۱۹۶۱، ۱۹۶۷)     |
| ۶    | آرسنال            | ۱       | ۲            | (۱۹۹۴)                   | (۱۹۸۰، ۱۹۹۵)     |
| ۹    | فیورنتینا         | ۱       | ۱            | (۱۹۶۱)                   | (۱۹۶۲)           |
| ۹    | وستهام یونایتد    | ۱       | ۱            | (۱۹۶۵)                   | (۱۹۷۶)           |
| ۹    | هامبورگ           | ۱       | ۱            | (۱۹۷۷)                   | (۱۹۶۸)           |
| ۹    | آژاکس             | ۱       | ۱            | (۱۹۸۷)                   | (۱۹۸۸)           |
| ۹    | سمپدوریا          | ۱       | ۱            | (۱۹۹۰)                   | (۱۹۸۹)           |
| ۹    | پارما             | ۱       | ۱            | (۱۹۹۳)                   | (۱۹۹۴)           |
| ۹    | پاری سن ژرمن      | ۱       | ۱            | (۱۹۹۶)                   | (۱۹۹۷)           |
| ۱۶   | تاتنهام           | ۱       | ۰            | (۱۹۶۳)                   | –                |
| ۱۶   | اسپورتینگ         | ۱       | ۰            | (۱۹۶۴)                   | –                |
| ۱۶   | بروسیا دورتموند   | ۱       | ۰            | (۱۹۶۶)                   | –                |
| ۱۶   | بایرن مونیخ       | ۱       | ۰            | (۱۹۶۷)                   | –                |
| ۱۶   | اسلوان براتیسلاوا | ۱       | ۰            | (۱۹۶۹)                   | –                |
| ۱۶   | منچستر سیتی       | ۱       | ۰            | (۱۹۷۰)                   | –                |
| ۱۶   | ماگدبورگ          | ۱       | ۰            | (۱۹۷۴)                   | –                |
| ۱۶   | والنسیا           | ۱       | ۰            | (۱۹۸۰)                   | –                |
| ۱۶   | دینامو تفلیس      | ۱       | ۰            | (۱۹۸۱)                   | –                |
| ۱۶   | آبردین            | ۱       | ۰            | (۱۹۸۳)                   | –                |
| ۱۶   | یوونتوس           | ۱       | ۰            | (۱۹۸۴)                   | –                |
| ۱۶   | اورتون            | ۱       | ۰            | (۱۹۸۵)                   | –                |
| ۱۶   | مشلان             | ۱       | ۰            | (۱۹۸۸)                   | –                |
| ۱۶   | منچستر یونایتد    | ۱       | ۰            | (۱۹۹۱)                   | –                |
| ۱۶   | وردر برمن         | ۱       | ۰            | (۱۹۹۲)                   | –                |
| ۱۶   | رئال ساراگوسا     | ۱       | ۰            | (۱۹۹۵)                   | –                |
| ۱۶   | لاتزیو            | ۱       | ۰            | (۱۹۹۹)                   | –                |
| ۳۳   | رئال مادرید       | ۲       | ۰            | –                        | (۱۹۷۱, ۱۹۸۳)     |
| ۳۳   | راپید وین         | ۲       | ۰            | –                        | (۱۹۸۵, ۱۹۹۶)     |
| ۳۵   | ام‌تی‌کی بوداپست    | ۱       | ۰            | –                        | (۱۹۶۴)           |
| ۳۵   | مونیخ ۱۸۶۰        | ۱       | ۰            | –                        | (۱۹۶۵)           |
| ۳۵   | لیورپول           | ۰       | ۱            | –                        | (۱۹۶۶)           |
| ۳۵   | گورنیک زابژه      | ۰       | ۱            | –                        | (۱۹۷۰)           |
| ۳۵   | دینامو مسکو       | ۰       | ۱            | –                        | (۱۹۷۲)           |
| ۳۵   | لیدز یونایتد      | ۰       | ۱            | –                        | (۱۹۷۳)           |
| ۳۵   | فرنتس‌واروش        | ۰       | ۱            | –                        | (۱۹۷۵)           |
| ۳۵   | آستریا وین        | ۰       | ۱            | –                        | (۱۹۷۸)           |
| ۳۵   | فورتونا دوسلدورف  | ۰       | ۱            | –                        | (۱۹۷۹)           |
| ۳۵   | کارل زایس ینا     | ۰       | ۱            | –                        | (۱۹۸۱)           |
| ۳۵   | استاندارد لیژ     | ۰       | ۱            | –                        | (۱۹۸۲)           |
| ۳۵   | پورتو             | ۰       | ۱            | –                        | (۱۹۸۴)           |
| ۳۵   | لوکوموتیو لایپزیش | ۰       | ۱            | –                        | (۱۹۸۷)           |
| ۳۵   | موناکو            | ۰       | ۱            | –                        | (۱۹۹۲)           |
| ۳۵   | رویال آنتورپ      | ۰       | ۱            | –                        | (۱۹۹۳)           |
| ۳۵   | اشتوتگارت         | ۰       | ۱            | –                        | (۱۹۹۸)           |
| ۳۵   | رئال مایورکا      | ۰       | ۱            | –                        | (۱۹۹۹)           |

### بر پایه کشور
| ملیت               | قهرمانی | نائب قهرمانی | باشگاه‌های قهرمان                                                                                       |
| ------------------ | ------- | ------------ | --- |
| انگلستان           | ۸       | ۵            | چلسی (۲)، آرسنال (۱)، اورتون (۱)، منچستر سیتی (۱)، منچستر یونایتد (۱)، تاتنهام (۱)، وستهام یونایتد (۱) |
| اسپانیا            | ۷       | ۷            | بارسلونا (۴)، اتلتیکو مادرید (۱)، رئال ساراگوسا (۱)، والنسیا (۱)                                       |
| ایتالیا            | ۷       | ۴            | میلان (۲)، فیورنتینا (۱)، یوونتوس (۱)، لاتزیو (۱), پارما (۱)، سمپدوریا (۱)                             |
| آلمان              | ۵       | ۶            | بایرن مونیخ (۱)، بروسیا دورتموند (۱)، هامبورگ (۱), وردر برمن (۱)، ماگدبورگ (۱)                         |
| بلژیک              | ۳       | ۴            | اندرلشت (۲)، مشلان (۱)                                                                                 |
| اتحاد جماهیر شوروی | ۳       | ۱            | دینامو کی‌یف (۲)، دینامو تفلیس (۱)                                                                      |
| اسکاتلند           | ۲       | ۲            | آبردین (۱)، رنجرز (۱)                                                                                  |
| فرانسه             | ۱       | ۲            | پاری سن ژرمن (۱)                                                                                       |
| هلند               | ۱       | ۱            | آژاکس (۱)                                                                                              |
| پرتغال             | ۱       | ۱            | اسپورتینگ (۱)                                                                                          |
| چکسلواکی           | ۱       | ۰            | اسلوان براتیسلاوا (۱)                                                                                  |
| اتریش              | ۰       | ۳            | – |
| مجارستان           | ۰       | ۲            | – |
| لهستان             | ۰       | ۱            | – |

## باشگاه‌ها

### بیشترین حضور
| تیم              | تعداد | سال‌ها                                                                              |
| ---------------- | ----- | ---------------------------------------------------------------------------------- |
| کاردیف سیتی      | ۱۴    | ۱۹۶۵، ۱۹۶۶، ۱۹۶۸، ۱۹۶۹، ۱۹۷۰، ۱۹۷۱، ۱۹۷۲، ۱۹۷۴، ۱۹۷۵، ۱۹۷۷، ۱۹۷۸، ۱۹۸۹، ۱۹۹۳، ۱۹۹۴ |
| بارسلونا         | ۱۳    | ۱۹۶۴، ۱۹۶۹، ۱۹۷۲، ۱۹۷۹، ۱۹۸۰، ۱۹۸۲، ۱۹۸۳، ۱۹۸۴، ۱۹۸۵، ۱۹۸۹، ۱۹۹۰، ۱۹۹۱، ۱۹۹۷       |
| استوا بخارست     | ۱۱    | ۱۹۶۳، ۱۹۶۵، ۱۹۶۷, ۱۹۶۸، ۱۹۷۰، ۱۹۷۱، ۱۹۷۲، ۱۹۸۰، ۱۹۸۵، ۱۹۹۱، ۱۹۹۳                   |
| لفسکی صوفیه      | ۱۱    | ۱۹۶۸، ۱۹۷۰، ۱۹۷۲، ۱۹۷۷، ۱۹۸۷، ۱۹۸۸، ۱۹۹۲، ۱۹۹۳، ۱۹۹۷، ۱۹۹۸، ۱۹۹۹                   |
| رنجرز            | ۱۰    | ۱۹۶۱، ۱۹۶۳، ۱۹۶۷، ۱۹۷۰، ۱۹۷۲، ۱۹۷۴، ۱۹۷۸، ۱۹۸۰، ۱۹۸۲، ۱۹۸۴                         |
| فلوریانا         | ۱۰    | ۱۹۶۲، ۱۹۶۶، ۱۹۶۷، ۱۹۶۸، ۱۹۷۳، ۱۹۷۷، ۱۹۷۹، ۱۹۸۲، ۱۹۸۹، ۱۹۹۵                         |
| راپید وین        | ۱۰    | ۱۹۶۲, ۱۹۶۷، ۱۹۷۰، ۱۹۷۳، ۱۹۷۴، ۱۹۷۷، ۱۹۸۵، ۱۹۸۶، ۱۹۸۷، ۱۹۹۶                         |
| آپوئل            | ۱۰    | ۱۹۶۴، ۱۹۶۹، ۱۹۷۰، ۱۹۷۷، ۱۹۷۹, ۱۹۸۰، ۱۹۸۵، ۱۹۹۴، ۱۹۹۶، ۱۹۹۸                         |
| / دینامو زاگرب   | ۱۰    | ۱۹۶۱، ۱۹۶۴، ۱۹۶۵، ۱۹۶۶، ۱۹۷۰، ۱۹۷۴، ۱۹۸۱، ۱۹۸۴، ۱۹۹۵، ۱۹۹۸                         |
| Union Luxembourg | ۱۰    | ۱۹۶۴، ۱۹۶۵، ۱۹۷۰، ۱۹۷۱, ۱۹۷۹، ۱۹۸۵، ۱۹۸۷، ۱۹۹۰، ۱۹۹۷، ۱۹۹۸                         |
| اتلتیکو مادرید   | ۹     | ۱۹۶۲، ۱۹۶۳، ۱۹۶۶، ۱۹۷۳، ۱۹۷۶، ۱۹۷۷، ۱۹۸۶، ۱۹۹۲، ۱۹۹۳                               |
| المپیاکوس        | ۹     | ۱۹۶۲، ۱۹۶۴، ۱۹۶۶، ۱۹۶۹، ۱۹۷۰، ۱۹۷۲، ۱۹۸۷، ۱۹۹۱، ۱۹۹۳                               |
| سلیمه واندررز    | ۹     | ۱۹۶۴، ۱۹۶۹، ۱۹۷۰، ۱۹۷۵، ۱۹۸۰، ۱۹۸۳، ۱۹۸۸، ۱۹۹۱، ۱۹۹۴                               |
| لگیا ورشو        | ۹     | ۱۹۶۵، ۱۹۶۷، ۱۹۷۳، ۱۹۷۴، ۱۹۸۱، ۱۹۸۲، ۱۹۹۰، ۱۹۹۱، ۱۹۹۸                               |
| Glentoran        | ۹     | ۱۹۶۷، ۱۹۷۴، ۱۹۸۴، ۱۹۸۶، ۱۹۸۷، ۱۹۸۸، ۱۹۹۱، ۱۹۹۷، ۱۹۹۹                               |
| فرم              | ۸     | ۱۹۷۲، ۱۹۷۵، ۱۹۸۱، ۱۹۸۲، ۱۹۸۶، ۱۹۸۷، ۱۹۸۹، ۱۹۹۱                                     |
| آبردین           | ۸     | ۱۹۶۸، ۱۹۷۱، ۱۹۷۹، ۱۹۸۳، ۱۹۸۴، ۱۹۸۷، ۱۹۹۱، ۱۹۹۴                                     |
| / هایدوک اسپلیت  | ۸     | ۱۹۶۸، ۱۹۷۳، ۱۹۷۷، ۱۹۷۸، ۱۹۸۵، ۱۹۸۸، ۱۹۹۲، ۱۹۹۴                                     |
| فرنتس‌واروش       | ۸     | ۱۹۶۱، ۱۹۷۳، ۱۹۷۵، ۱۹۷۹، ۱۹۹۰، ۱۹۹۲، ۱۹۹۴، ۱۹۹۵                                     |
| آستریا وین       | ۸     | ۱۹۶۱، ۱۹۶۸، ۱۹۷۲، ۱۹۷۵، ۱۹۷۸، ۱۹۸۳، ۱۹۹۱، ۱۹۹۵                                     |
| پورتو            | ۸     | ۱۹۶۵، ۱۹۶۹، ۱۹۷۸، ۱۹۸۲، ۱۹۸۴، ۱۹۸۵، ۱۹۹۲، ۱۹۹۵                                     |
| سلتیک            | ۸     | ۱۹۶۴، ۱۹۶۶، ۱۹۷۶، ۱۹۸۱، ۱۹۸۵، ۱۹۸۶، ۱۹۹۰، ۱۹۹۶                                     |
| اسپورتینگ        | ۸     | ۱۹۶۴، ۱۹۶۵، ۱۹۷۲، ۱۹۷۳، ۱۹۷۴، ۱۹۷۹، ۱۹۸۸، ۱۹۹۶                                     |
| رکسهام           | ۸     | ۱۹۷۳، ۱۹۷۶، ۱۹۷۹، ۱۹۸۰، ۱۹۸۵، ۱۹۸۷، ۱۹۹۱، ۱۹۹۶                                     |
| گالاتاسرای       | ۸     | ۱۹۶۵، ۱۹۶۶، ۱۹۶۷، ۱۹۷۷، ۱۹۸۳، ۱۹۸۶، ۱۹۹۲، ۱۹۹۷                                     |
| سیون             | ۸     | ۱۹۶۶، ۱۹۷۵، ۱۹۸۱، ۱۹۸۳، ۱۹۸۷، ۱۹۹۲، ۱۹۹۶، ۱۹۹۷                                     |

(سال‌های پررنگ، نشانگر جام‌های برنده شده توسط تیم مربوطه است)

### بیشترین حضور در نیمه نهایی
| تیم                  | تعداد | سال‌ها                              |
| -------------------- | ----- | ---------------------------------- |
| بارسلونا             | ۶     | ۱۹۶۹، ۱۹۷۹، ۱۹۸۲، ۱۹۸۹، ۱۹۹۱، ۱۹۹۷ |
| اتلتیکو مادرید       | ۵     | ۱۹۶۲, ۱۹۶۳، ۱۹۷۷، ۱۹۸۶، ۱۹۹۳       |
| چلسی                 | ۴     | ۱۹۷۱، ۱۹۹۵، ۱۹۹۸، ۱۹۹۹             |
| اندرلشت              | ۴     | ۱۹۷۶، ۱۹۷۷، ۱۹۷۸، ۱۹۹۰             |
| بایرن مونیخ          | ۴     | ۱۹۶۷، ۱۹۶۸، ۱۹۷۲، ۱۹۸۵             |
| پاری سن ژرمن         | ۳     | ۱۹۹۴، ۱۹۹۶، ۱۹۹۷                   |
| فیورنتینا            | ۳     | ۱۹۶۱، ۱۹۶۲، ۱۹۹۷                   |
| فاینورد              | ۳     | ۱۹۸۱، ۱۹۹۲، ۱۹۹۶                   |
| آرسنال               | ۳     | ۱۹۸۰، ۱۹۹۴، ۱۹۹۵                   |
| سمپدوریا             | ۳     | ۱۹۸۹، ۱۹۹۰، ۱۹۹۵                   |
| رئال ساراگوسا        | ۳     | ۱۹۶۵، ۱۹۸۷، ۱۹۹۵                   |
| یوونتوس              | ۳     | ۱۹۸۰، ۱۹۸۴، ۱۹۹۱                   |
| دینامو مسکو          | ۳     | ۱۹۷۲، ۱۹۷۸، ۱۹۸۵                   |
| وستهام یونایتد       | ۳     | ۱۹۶۵، ۱۹۶۶، ۱۹۷۶                   |
| میلان                | ۳     | ۱۹۶۸، ۱۹۷۳، ۱۹۷۴                   |
| رنجرز                | ۳     | ۱۹۶۰، ۱۹۶۷، ۱۹۷۲                   |
| لوکوموتیو مسکو       | ۲     | ۱۹۹۸، ۱۹۹۹                         |
| لیورپول              | ۲     | ۱۹۶۶، ۱۹۹۷                         |
| راپید وین            | ۲     | ۱۹۸۵، ۱۹۹۶                         |
| پارما                | ۲     | ۱۹۹۳، ۱۹۹۴                         |
| بنفیکا               | ۲     | ۱۹۸۱، ۱۹۹۴                         |
| موناکو               | ۲     | ۱۹۹۰، ۱۹۹۲                         |
| منچستر یونایتد       | ۲     | ۱۹۸۴، ۱۹۹۱                         |
| مشلان                | ۲     | ۱۹۸۸، ۱۹۸۹                         |
| آژاکس                | ۲     | ۱۹۸۷، ۱۹۸۸                         |
| دینامو کی‌یف          | ۲     | ۱۹۷۵، ۱۹۸۶                         |
| آبردین               | ۲     | ۱۹۸۳، ۱۹۸۴                         |
| آستریا وین           | ۲     | ۱۹۷۸، ۱۹۸۳                         |
| رئال مادرید          | ۲     | ۱۹۷۱، ۱۹۸۳                         |
| دینامو تفلیس         | ۲     | ۱۹۸۱، ۱۹۸۲                         |
| استاندارد لیژ        | ۲     | ۱۹۶۷، ۱۹۸۲                         |
| تاتنهام              | ۲     | ۱۹۶۳، ۱۹۸۲                         |
| کارل زایس ینا        | ۲     | ۱۹۶۲، ۱۹۸۱                         |
| هامبورگ              | ۲     | ۱۹۶۸، ۱۹۷۷                         |
| پی‌اس‌وی آیندهوون      | ۲     | ۱۹۷۱، ۱۹۷۵                         |
| اسپورتینگ            | ۲     | ۱۹۶۴، ۱۹۷۴                         |
| منچستر سیتی          | ۲     | ۱۹۷۰، ۱۹۷۱                         |
| سلتیک                | ۲     | ۱۹۶۴، ۱۹۶۶                         |
| لاتزیو               | ۱     | ۱۹۹۹                               |
| مایورکا              | ۱     | ۱۹۹۹                               |
| اشتوتگارت            | ۱     | ۱۹۹۸                               |
| ویچنزا               | ۱     | ۱۹۹۸                               |
| دپورتیوو لاکرونیا    | ۱     | ۱۹۹۶                               |
| رویال آنتورپ         | ۱     | ۱۹۹۳                               |
| اسپارتاک مسکو        | ۱     | ۱۹۹۳                               |
| کلوب بروژ            | ۱     | ۱۹۹۲                               |
| وردر برمن            | ۱     | ۱۹۹۲                               |
| لگیا ورشو            | ۱     | ۱۹۹۱                               |
| دینامو بخارست        | ۱     | ۱۹۹۰                               |
| زسکا صوفیه           | ۱     | ۱۹۸۹                               |
| آتالانتا             | ۱     | ۱۹۸۸                               |
| المپیک مارسی         | ۱     | ۱۹۸۸                               |
| بوردو                | ۱     | ۱۹۸۷                               |
| دینامو لایپزیش       | ۱     | ۱۹۸۷                               |
| Bayer Uerdingen      | ۱     | ۱۹۸۶                               |
| دوکلا پراگ           | ۱     | ۱۹۸۶                               |
| اورتون               | ۱     | ۱۹۸۵                               |
| پورتو                | ۱     | ۱۹۸۴                               |
| Waterschei Thor      | ۱     | ۱۹۸۳                               |
| نانت                 | ۱     | ۱۹۸۰                               |
| والنسیا              | ۱     | ۱۹۸۰                               |
| بانیک استراوا        | ۱     | ۱۹۷۹                               |
| Beveren              | ۱     | ۱۹۷۹                               |
| فورتونا دوسلدورف     | ۱     | ۱۹۷۹                               |
| توئنته               | ۱     | ۱۹۷۸                               |
| ناپولی               | ۱     | ۱۹۷۷                               |
| تسویکاو              | ۱     | ۱۹۷۶                               |
| آینتراخت فرانکفورت   | ۱     | ۱۹۷۶                               |
| فرنتس‌واروش           | ۱     | ۱۹۷۵                               |
| ستاره سرخ بلگراد     | ۱     | ۱۹۷۵                               |
| بروسیا مونشن‌گلادباخ  | ۱     | ۱۹۷۴                               |
| ماگدبورگ             | ۱     | ۱۹۷۴                               |
| هایدوک اسپلیت        | ۱     | ۱۹۷۳                               |
| لیدز یونایتد         | ۱     | ۱۹۷۳                               |
| اسپارتا پراگ         | ۱     | ۱۹۷۳                               |
| Dynamo Berlin        | ۱     | ۱۹۷۲                               |
| گورنیک زابژه         | ۱     | ۱۹۷۰                               |
| آ.اس. رم             | ۱     | ۱۹۷۰                               |
| شالکه ۰۴             | ۱     | ۱۹۷۰                               |
| کلن                  | ۱     | ۱۹۶۹                               |
| Dunfermline Athletic | ۱     | ۱۹۶۹                               |
| اسلوان براتیسلاوا    | ۱     | ۱۹۶۹                               |
| کاردیف سیتی          | ۱     | ۱۹۶۸                               |
| Slavia Sofia         | ۱     | ۱۹۶۷                               |
| بروسیا دورتموند      | ۱     | ۱۹۶۶                               |
| مونیخ ۱۸۶۰           | ۱     | ۱۹۶۵                               |
| تورینو               | ۱     | ۱۹۶۵                               |
| لیون                 | ۱     | ۱۹۶۴                               |
| ام‌تی‌کی بوداپست       | ۱     | ۱۹۶۴                               |
| نورنبرگ              | ۱     | ۱۹۶۳                               |
| اُاف‌کی بلگراد         | ۱     | ۱۹۶۳                               |
| اویپشت               | ۱     | ۱۹۶۲                               |
| دینامو زاگرب         | ۱     | ۱۹۶۱                               |
| ولورهمپتون           | ۱     | ۱۹۶۱                               |

| تیم پررنگ | = | تیم فینالیست در آن فصل |

## جزئیات و رکوردها
- برای فصل ۹۵–۱۹۹۴، انگلیس دو نماینده در مسابقات داشت که هیچ‌کدام از آنها برندگان جام داخلی نبودند. تیم نخست آرسنال بود که به عنوان مدافع عنوان قهرمانی حضور داشت و تیم دیگر چلسی بود که در فینال اف ای کاپ ۱۹۹۴، مغلوب منچستر یونایتد شده بود. در ادامه هر دو تیم در مقابل رئال ساراگوسا، قهرمان نهایی آن دوره از مسابقات شکست خوردند.
- بزرگترین اختلاف گل در یک فینال: ۶۳–۱۹۶۲، تاتنهام ۵–۱ اتلتیکو مادرید
- بیشترین گل زده در یک فینال: ۷۹–۱۹۷۸، بارسلونا ۴–۳ فورتونا دوسلدورف
- بیشترین گل زده در یک مسابقه: ۶۴–۱۹۶۳، اسپورتینگ ۱۶–۱ آپوئل (رکورد جام‌های اروپایی)

### حضور پیاپی
تیم‌های زیر، بیش از دو حضور پیاپی در فصل‌های جام در جام داشته‌اند.
۵
- باشگاه فوتبال کاردیف سیتی (۶۸–۱۹۶۷ تا ۷۲–۱۹۷۱)
- Lahti (۱۹۷۳–۷۴ تا ۷۸–۱۹۷۷)

۴
- باشگاه فوتبال شامروک روورز (۶۷–۱۹۶۶ تا ۷۰–۱۹۶۹)
- باشگاه فوتبال اندرلشت (۷۶–۱۹۷۵ تا ۷۹–۱۹۷۸)
- باشگاه فوتبال بارسلونا (۸۲–۱۹۸۱ تا ۸۵–۱۹۸۴)
- باشگاه فوتبال دینامو بخارست (۸۷–۱۹۸۶ تا ۹۰–۱۹۸۹)
- دینامو باتومی (۹۶–۱۹۹۵ تا ۹۹–۱۹۹۸)[a]

۳
- المپیاکوس (۶۲–۱۹۶۱ تا ۶۴–۱۹۶۳)[b]
- دینامو زاگرب (۶۴–۱۹۶۳ تا ۶۶–۱۹۶۵)
- گالاتاسرای (۶۵–۱۹۶۵ تا ۶۷–۱۹۶۶)
- فلوریانا (۶۶–۱۹۶۵ تا ۶۸–۱۹۶۷)
- استاندارد لیژ (۶۶–۱۹۶۵ تا ۶۸–۱۹۶۷)
- دیور (۶۷–۱۹۶۶ تا ۶۹–۱۹۶۸)
- لفسکی صوفیه (۶۸–۱۹۶۷ تا ۷۰–۱۹۶۹)
- گورنیک زابژه (۶۹–۱۹۶۸ تا ۷۱–۱۹۷۰)
- استوا بخارست (۷۰–۱۹۶۹ تا ۷۲–۱۹۷۱)
- اسپورتینگ (۷۲–۱۹۷۱ تا ۷۴–۱۹۷۳)
- پائوک (۷۳–۱۹۷۲ تا ۷۵–۱۹۷۴)
- فورتونا دوسلدورف (۷۹–۱۹۷۸ تا ۸۱–۱۹۸۰)
- سوانزی سیتی (۸۲–۱۹۸۱ تا ۸۴–۱۹۸۳)
- راپید وین (۸۵–۱۹۸۴ تا ۸۷–۱۹۸۶)
- Glentoran (۱۹۸۵–۸۶ تا ۸۸–۱۹۸۷)
- بارسلونا (۸۹–۱۹۸۸ تا ۹۱–۱۹۹۰)
- Valur (۱۹۹۱–۹۲ تا ۹۴–۱۹۹۳)
- ژالگیریس (۹۴–۱۹۹۳ تا ۹۶–۱۹۹۵)
- آ.ا. ک آتن (۹۶–۱۹۹۵ تا ۹۸–۱۹۹۷)
- لوکوموتیو مسکو (۹۷–۱۹۹۶ تا ۹۹–۱۹۹۸)[a]

### قهرمانان داخلی
پنج باشگاه در یک فصل لیگ داخلی و جام در جام را از آن خود کرده‌اند.
- دینامو کی‌یف: ۱۹۷۵، ۱۹۸۶
- میلان: ۱۹۶۸
- ماگدبورگ: ۱۹۷۴
- یوونتوس: ۱۹۸۴
- اورتون: ۱۹۸۵

### قهرمانان شکست ناپذیر
- باشگاه فوتبال اتلتیکو مادرید (۱۹۶۲)
- میلان (۱۹۶۸ و ۱۹۷۳)
- دینامو کی‌یف (۱۹۷۵)
- یوونتوس (۱۹۸۴)
- اورتون (۱۹۸۵)
- مشلان (۱۹۸۸)
- بارسلونا (۱۹۸۹ و ۱۹۹۷)
- سمپدوریا (۱۹۹۰)
- منچستر یونایتد (۱۹۹۱)
- وردر برمن (۱۹۹۲)
- آرسنال (۱۹۹۴)
- لاتزیو (۱۹۹۹)

### یادداشت
1. 1 2  دینامو باتومی و لوکوموتیو مسکو حضور پیاپی خود را به دلیل قطع رقابت در سال ۱۹۹۹ به پایان رساندند. هیچ‌کدام به رقابت‌های فصل ۲۰۰۰–۱۹۹۹ راه نیافتند.
2. ↑  انصراف از مسابقات ۶۳–۱۹۶۲

## رکوردهای گلزنی

### بیشترین گل در یک بازی
| ۱۷ | ۶۴–۱۹۶۳ | دور دوم، بازی رفت   | اسپورتینگ            | ۱۶–۱ | آپوئل                |
| ۱۴ | ۷۷–۱۹۷۶ | دور اول، بازی رفت   | لفسکی صوفیه          | ۱۲–۲ | Lahden Reipas        |
| ۱۳ | ۷۲–۱۹۷۱ | دور اول، بازی برگشت | چلسی                 | ۱۳–۰ | Jeunesse Hautcharage |
| ۱۲ | ۶۲–۱۹۶۱ | دور اول، بازی برگشت | اویپشت               | ۱۰–۲ | فلوریانا             |
| ۱۲ | ۶۶–۱۹۶۵ | دور اول، بازی رفت   | Reipas Lahti         | ۲–۱۰ | بوداپست هونود        |
| ۱۲ | ۸۳–۱۹۸۲ | دور اول، بازی رفت   | سوانزی سیتی          | ۱۲–۰ | سلیمه واندررز        |
| ۱۱ | ۶۹–۱۹۶۸ | دور اول، بازی رفت   | Dunfermline Athletic | ۱۰–۱ | آپوئل                |
| ۱۱ | ۷۰–۱۹۶۹ | دور اول، بازی رفت   | لیرسه                | ۱۰–۱ | آپوئل                |
| ۱۱ | ۷۴–۱۹۷۳ | دور اول، بازی برگشت | مالمو                | ۱۱–۰ | Pezoporikos          |
| ۱۱ | ۷۵–۱۹۷۴ | دور اول، بازی رفت   | لیورپول              | ۱۱–۰ | Strømsgodset         |

### بیشترین گل در بازی رفت و برگشت
| ۲۲ | ۷۷–۱۹۷۶ | دور اول | لفسکی صوفیه          | ۱۹–۳ | Lahden Reipas       | ۱۲–۲ | ۷–۱  |
| ۲۱ | ۷۲–۱۹۷۱ | دور اول | Jeunesse Hautcharage | ۰–۲۱ | چلسی                | ۰–۸  | ۰–۱۳ |
| ۱۹ | ۶۲–۱۹۶۱ | دور اول | فلوریانا             | ۴–۱۵ | اویپشت              | ۲–۵  | ۲–۱۰ |
| ۱۹ | ۶۴–۱۹۶۳ | دور دوم | اسپورتینگ            | ۱۸–۱ | آپوئل               | ۱۶–۱ | ۲–۰  |
| ۱۸ | ۶۶–۱۹۶۵ | دور اول | Reipas Lahti         | ۲–۱۶ | بوداپست هونود       | ۲–۱۰ | ۰–۶  |
| ۱۸ | ۸۴–۱۹۸۳ | دور اول | والتا                | ۰–۱۸ | رنجرز               | ۰–۸  | ۰–۱۰ |
| ۱۷ | ۷۴–۱۹۷۳ | دور اول | ÍB Vestmannaeyja     | ۱–۱۶ | بروسیا مونشن‌گلادباخ | ۰–۷  | ۱–۹  |
| ۱۷ | ۸۳–۱۹۸۲ | دور اول | سوانزی سیتی          | ۱۷–۰ | سلیمه واندررز       | ۱۲–۰ | ۵–۰  |

### بیشترین اختلاف گل در یک بازی
| ۱۵ | ۶۴–۱۹۶۳ | دور دوم، بازی رفت   | اسپورتینگ       | ۱۶–۱ | آپوئل                |
| ۱۳ | ۷۲–۱۹۷۱ | دور اول، بازی برگشت | چلسی            | ۱۳–۰ | Jeunesse Hautcharage |
| ۱۲ | ۸۳–۱۹۸۲ | دور اول، بازی رفت   | سوانزی سیتی     | ۱۲–۰ | سلیمه واندررز        |
| ۱۱ | ۷۴–۱۹۷۳ | دور اول، بازی برگشت | مالمو           | ۱۱–۰ | Pezoporikos          |
| ۱۱ | ۷۵–۱۹۷۴ | دور اول، بازی رفت   | لیورپول         | ۱۱–۰ | Strømsgodset         |
| ۱۰ | ۶۵–۱۹۶۴ | دور اول، بازی رفت   | اسپارتا پراگ    | ۱۰–۰ | آنورتوسیس فاماگوستا  |
| ۱۰ | ۶۸–۱۹۶۷ | دور اول، بازی رفت   | آبردین          | ۱۰–۰ | KR Reykjavik         |
| ۱۰ | ۷۵–۱۹۷۴ | دور اول، بازی رفت   | پی‌اس‌وی آیندهوون | ۱۰–۰ | Ards                 |
| ۱۰ | ۷۷–۱۹۷۶ | دور اول، بازی رفت   | لفسکی صوفیه     | ۱۲–۲ | Lahden Reipas        |
| ۱۰ | ۸۴–۱۹۸۳ | دور اول، بازی برگشت | رنجرز           | ۱۰–۰ | والتا                |
| ۱۰ | ۹۵–۱۹۹۴ | دور اول، یک‌چهارم    | ماریبور         | ۱۰–۰ | Norma Tallinn        |
| ۱۰ | ۹۸–۱۹۹۷ | دور اول، بازی برگشت | رودا کرکراد     | ۱۰–۰ | Hapoel Be'er Sheva   |

### بیشترین اختلاف گل در خارج از خانه
| ۸ | ۶۶–۱۹۶۵ | دور اول، بازی رفت   | Reipas Lahti         | ۲–۱۰ | بوداپست هونود       |
| ۸ | ۷۲–۱۹۷۱ | دور اول، بازی رفت   | Jeunesse Hautcharage | ۰–۸  | چلسی                |
| ۸ | ۸۴–۱۹۸۳ | دور اول، بازی رفت   | والتا                | ۰–۸  | رنجرز               |
| ۷ | ۷۱–۱۹۷۰ | دور اول، بازی برگشت | IB Akureyri          | ۰–۷  | زوریخ               |
| ۷ | ۷۴–۱۹۷۳ | دور اول، بازی رفت   | ÍB Vestmannaeyja     | ۰–۷  | بروسیا مونشن‌گلادباخ |
| ۷ | ۹۴–۱۹۹۳ | دور دوم، بازی برگشت | استاندارد لیژ        | ۰–۷  | آرسنال              |
| ۷ | ۹۶–۱۹۹۵ | دور اول، بازی رفت   | لیپایاس متالورگس     | ۰–۷  | فاینورد             |
| ۶ | ۶۵–۱۹۶۴ | دور اول، بازی برگشت | آنورتوسیس فاماگوستا  | ۰–۶  | اسپارتا پراگ        |
| ۶ | ۶۶–۱۹۶۵ | دور اول، بازی رفت   | گو اهد ایگلز         | ۰–۶  | سلتیک               |
| ۶ | ۷۰–۱۹۶۹ | دور اول، بازی رفت   | Mjøndalen            | ۱–۷  | کاردیف سیتی         |
| ۶ | ۷۷–۱۹۷۶ | دور اول، بازی برگشت | Lahden Reipas        | ۱–۷  | لفسکی صوفیه         |
| ۶ | ۸۱–۱۹۸۰ | دور اول، بازی رفت   | Spora                | ۰–۶  | اسپارتا پراگ        |
| ۶ | ۹۲–۱۹۹۱ | دور اول، بازی رفت   | Bacău                | ۰–۶  | وردر برمن           |

### بیشترین اختلاف گل در مجموع رفت و برگشت
| ۲۱ | ۷۲–۱۹۷۱ | دور اول | Jeunesse Hautcharage | ۰–۲۱ | چلسی                | ۰–۸  | ۰–۱۳ |
| ۱۸ | ۸۴–۱۹۸۳ | دور اول | والتا                | ۰–۱۸ | رنجرز               | ۰–۸  | ۰–۱۰ |
| ۱۷ | ۶۴–۱۹۶۳ | دور دوم | اسپورتینگ            | ۱۸–۱ | آپوئل               | ۱۶–۱ | ۲–۰  |
| ۱۷ | ۸۳–۱۹۸۲ | دور اول | سوانزی سیتی          | ۱۷–۰ | سلیمه واندررز       | ۱۲–۰ | ۵–۰  |
| ۱۶ | ۶۵–۱۹۶۴ | دور اول | اسپارتا پراگ         | ۱۶–۰ | آنورتوسیس فاماگوستا | ۱۰–۰ | ۶–۰  |
| ۱۶ | ۷۷–۱۹۷۶ | دور اول | لفسکی صوفیه          | ۱۹–۳ | Lahden Reipas       | ۱۲–۲ | ۷–۱  |
| ۱۵ | ۷۴–۱۹۷۳ | دور اول | ÍB Vestmannaeyja     | ۱–۱۶ | بروسیا مونشن‌گلادباخ | ۰–۷  | ۱–۹  |
| ۱۴ | ۶۶–۱۹۶۵ | دور اول | Reipas Lahti         | ۲–۱۶ | بوداپست هونود       | ۲–۱۰ | ۰–۶  |

### زدن سه گل یا بیشتر توسط هر دو تیم
در زیر فهرستی از بازی‌هایی با حداقل هشت گل زده، شامل حداقل سه گل توسط هر تیم، وجود دارد.
| ۶۳–۱۹۶۲ | دور اول، بازی برگشت | Boldklubben 1909 | ۵–۳ | گراتس       |
| ۶۴–۱۹۶۳ | دور دوم، بازی رفت   | بارسلونا         | ۴–۴ | هامبورگ     |
| ۶۷–۱۹۶۶ | دور اول، بازی برگشت | گالاتاسرای       | ۳–۵ | راپید وین   |
| ۶۸–۱۹۶۷ | دور اول، بازی رفت   | هامبورگ          | ۵–۳ | راندرس      |
| ۸۷–۱۹۸۶ | دور دوم، بازی برگشت | اشتوتگارت        | ۳–۵ | تورپدو مسکو |
| ۹۰–۱۹۸۹ | دور اول، بازی برگشت | سلتیک            | ۵–۴ | پارتیزان    |
| ۹۴–۱۹۹۳ | یک‌چهارم، بازی برگشت | بایر لورکوزن     | ۴–۴ | بنفیکا      |
| ۹۷–۱۹۹۶ | دور دوم، بازی برگشت | لیورپول          | ۶–۳ | سیون        |

### وقتی پنج گل برای برد در بازی رفت و برگشت کافی نیست
| ۶۲–۱۹۶۱ | دور مقدماتی | لشو دو فوند    | ۶–۷         | لیتشوئس         | ۶–۲ | ۰–۵        |
| ۷۲–۱۹۷۱ | دور دوم     | رنجرز          | ۶–۶         | اسپورتینگ       | ۳–۲ | ۳–۴        |
| ۷۳–۱۹۷۲ | دور دوم     | اتلتیکو مادرید | ۵–۵         | اسپارتاک مسکو   | ۳–۴ | ۲–۱        |
| ۷۶–۱۹۷۵ | یک‌چهارم     | ادو دن هاخ     | ۵–۵         | وستهام یونایتد  | ۴–۲ | ۱–۳        |
| ۷۸–۱۹۷۷ | دور دوم     | پورتو          | ۶–۵         | منچستر یونایتد  | ۴–۰ | ۲–۵        |
| ۸۰–۱۹۷۹ | دور اول     | رکسهام         | ۵–۷         | ماگدبورگ        | ۳–۲ | ۲–۵ (و.ا.) |
| ۸۴–۱۹۸۳ | دور دوم     | اویپشت         | ۵–۵         | کلن             | ۳–۱ | ۲–۴        |
| ۸۵–۱۹۸۴ | دور اول     | متس            | ۶–۵         | بارسلونا        | ۲–۴ | ۴–۱        |
| ۸۶–۱۹۸۵ | یک‌چهارم     | دینامو درسدن   | ۵–۷         | Bayer Uerdingen | ۲–۰ | ۳–۷        |
| ۸۷–۱۹۸۶ | دور اول     | راپید وین      | ۷–۶         | کلوب بروژ       | ۴–۳ | ۳–۳        |
| ۹۰–۱۹۸۹ | دور اول     | پاناتینایکوس   | ۶–۵         | سوانزی سیتی     | ۳–۲ | ۳–۳        |
| ۹۰–۱۹۸۹ | دور اول     | پارتیزان       | ۶–۶         | سلتیک           | ۲–۱ | ۴–۵        |
| ۹۰–۱۹۸۹ | دور دوم     | خرونینگن       | ۵–۶         | پارتیزان        | ۴–۳ | ۱–۳        |
| ۹۳–۱۹۹۲ | دور دوم     | آدمیرا واکر    | ۶–۷         | رویال آنتورپ    | ۲–۴ | ۴–۳ (و.ا.) |
| ۹۴–۱۹۹۳ | یک‌چهارم     | بنفیکا         | ۵–۵         | بایر لورکوزن    | ۱–۱ | ۴–۴        |
| ۹۵–۱۹۹۴ | نیمه نهایی  | آرسنال         | ۵–۵ (۳–۲ پ) | سمپدوریا        | ۳–۲ | ۲–۳ (و.ا.) |
| ۹۸–۱۹۹۷ | دور دوم     | زاگرب          | ۵–۶         | ترومسو          | ۳–۲ | ۲–۴ (و.ا.) |

### بهترین گلزن تاریخ مسابقات
| رتبه | بازیکن              | تعداد گل | باشگاه                  |
| ---- | ------------------- | -------- | ----------------------- |
| ۱    | راب رنسنبرینک       | ۲۵       | کلوب بروژ اندرلشت       |
| ۲    | گرد مولر            | ۲۰       | بایرن مونیخ             |
| ۳    | جانلوکا ویالی       | ۱۹       | سمپدوریا چلسی           |
| ۴    | فرانسیس فان در الست | ۱۸       | اندرلشت                 |
| ۵    | Roger Claessen      | ۱۷       | استاندارد لیژ Beerschot |
| ۶    | هانس کرانکل         | ۱۷       | راپید وین بارسلونا      |
| ۷    | Jorge Mendonça      | ۱۶       | اتلتیکو مادرید بارسلونا |
| ۸    | کرت همرین           | ۱۵       | فیورنتینا میلان         |
| ۸    | ووجیمش لوبانسکی     | ۱۵       | گورنیک زابژه            |
| ۸    | هریستو استویچکوف    | ۱۵       | بارسلونا                |
| ۸    | الون میزراهی        | ۱۵       | مکابی حیفا              |

## بیشترین گل زده در یک فصل
| گل‌های زده | بازیکن(ها)                                     |
| --------- | ---------------------------------------------- |
| ۱۴        | لوتار امریش                                    |
| ۱۳        | Kiril Milanov                                  |
| ۱۱        | Mascarenhas                                    |
| ۱۰        | Roger Claessen                                 |
| ۹         | ماریو کمپس، ایان رایت، روبرتو باجو، Petr Samec |